# Fumaria pugsleyana
Fumaria pugsleyana là một loài thực vật có hoa trong họ Anh túc. Loài này được (Pugsley) Lidén mô tả khoa học đầu tiên năm 1984.